# Ian Hancock

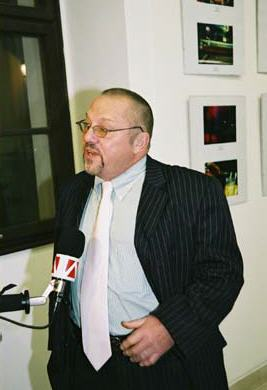
Ian Hancock en la embajada de Estados Unidos en Bratislava, Eslovaquia, 2005.

Ian Hancock (Romaní: Yanko le Redžosko, Londres, Inglaterra, 29 de agosto de 1942) es un investigador, escritor y activista romaní inglés.

## Biografía
Nacido y criado en Inglaterra, es uno de los principales contribuyentes en el ámbito de estudios romaníes.
Es director del Programa de "Estudios romaníes y los Archivos Romaníes del Centro de Documentación" en la Universidad de Texas en Austin donde ha sido profesor de inglés, lingüística y estudios asiáticos desde 1972. Ha representado al pueblo gitano en las Naciones Unidas y fue miembro del Consejo de los Estados Unidos para el recuerdo del Holocausto bajo la presidencia de Bill Clinton.

## Primeros años
Vivió en Canadá un periodo menor de seis años antes de regresar a Inglaterra en 1961, donde abandonó los estudios en el noveno grado.
A continuación, tuvo varios puestos de trabajo como el de pintor de pulverización. Fue en ese momento cuando sus compañeros de habitación, estudiantes universitarios de Sierra Leona, le ayudaron a aprender el idioma krio. Su conocimiento de krio y algunas conexiones académicas le ayudaron a entrar en la Universidad de Londres. Fue uno de los dos únicos candidatos calificados con una beca para recibir educación superior.
A finales de 1960, se convirtió en activista de los derechos romaníes después de leer los informes sobre la lucha contra la discriminación de la etnia gitana en Gran Bretaña. En particular, tomó causa por los derechos del pueblo romaní después de que la policía británica causara un incendio que mató a dos niños y una niña romaníes. En 1971, se graduó con un Ph.D. (doctorado) en lingüística.

## Estudios romaníes
Hancock ha publicado más de 300 libros y artículos sobre la población romaní e idioma (en particular del dialecto Vlax). Estos trabajos analizan al pueblo romaní no solo a través de la lingüística romaní, también a través de la historia, la antropología y la genética. También ha aparecido en el documental American Gypsy. Actualmente, está escribiendo un libro llamado "Los orígenes y la identidad romaní".
Hancock apoya algunas puntos de vista de R. L. Turner acerca de la historia romaní sobre la base de la lengua romaní. En particular, está de acuerdo en que los Dom salieron de la India mucho antes que el pueblo romaní, y que este no dejó antes de 1000 d. C., en efecto, afirma que los músicos indios mencionados en la Shah-Nameh y el atsingani mencionados en "La vida de San Jorge el anacoreta", los cuales se creían que los antepasados del pueblo romaní pueden haber sido los del pueblo domari pero no los del pueblo romaní. Es posible  en su opinión, que Lom se separase de la población romaní cuando llegaron a Armenia.
Contrariamente a la opinión popular de que el pueblo romaní son descendientes de los indios de casta paria que emigraron a Europa, afirma que la población romaní son descendientes de indios prisioneros de guerra de Mahmud de Ghazni. Como evidencia, señala la presencia de palabras Indias específicamente de origen militar y, que la Banjara -narración de la leyenda oral Rajputs- que salió de la India a través del Himalaya durante las invasiones a Gaznavida y de que nunca regresó.
También cree que la lengua romaní se origina en la lengua koiné, que él llama "Rajputic", entre los muchos idiomas indígenas hablados por los prisioneros de guerra. En este sentido, se considera que es similar a varios otros idiomas indígenas, especialmente el Hindustani.

## Doctorhonoris causa
Como profesor de la Universidad de Texas (Austin) ha sido nombrado doctor honoris causa por la Universidad Constantino el Filósofo de Nitra, en Eslovaquia. La razón del nombramiento es su contribución al desarrollo y promoción de la lengua gitana, así como de la cultura e historia del pueblo gitano. También ha sido un gran investigador de la cultura criolla inglesa.